# Klövern
Klövern AB är ett kommersiellt bostadsbolag som utvecklar hållbara och ytsmarta bostäder för egen förvaltning. Portföljen består av byggrätter för 24 000 bostäder främst i Stockholmsområdet och i andra hand Mälardalen. Fastighetsportföljen kommer från huvudägarna Corem Property Group och ALM Equity. Klövern tillträdde fastigheterna den 28 april 2022.
Den 30 maj 2022 förvärvades närmare 500 hyresbostäder i Stockholmsregionen av fastighetsbolaget Broskeppet. Affären genomfördes som en apportemission. Sedan dess ägs Klövern till 49 procent av Corem Property Group, till 46 procent av ALM Equity och till 4 procent av Broskeppet Bostad. Ägarna avser att börsnotera det gemensamma bolaget på Stockholm Nasdaq.
Varumärket har tagits över från det tidigare kommersiella fastighetsbolaget Klövern efter att bolaget köpts upp av Corem Property Group.